# Chronique DZ du Québec
Les Chroniques DZ du Québec sont à l'origine une chronique vidéo de l’émission de télé System DZ diffusée sur la chaîne algérienne Dzair TV et crée par Malik Mehni.

## Histoire
La première diffusion de la chronique date de septembre 2013, après l’arrêt de l’émission System DZ en avril 2014, les chroniques vidéo vont continuer à être diffusées sur le blog du Al Huffington Post Algérie en novembre 2014, puis celui du Québec 
Les chroniques vidéo mettent en avant la communauté algérienne du Québec à travers des entrevues de personnalités ou d'anonyme de la communauté. 

## Liste des invités
- Amazigh Kateb
- Akli Ait Abdallah
- Tina Sebti
- Neila Zerguini
- Berbanya
- Sid Boukhalfa
- Lotfi Double Kanon
- Bachir Bensaddek
- Haroun Bouazzi
- Amir Khadir
- Nadia Zouaoui
- UncleFofi du couscous comedy show[5]